# Campidoglio (Tallahassee)
Il Campidoglio di Tallahassee (in lingua inglese Florida State Capitol) è la sede governativa dello Stato della Florida, negli Stati Uniti d'America.
Si tratta di un complesso che comprende il vecchio edificio completato nel 1845 in stile neoclassico e il nuovo Campidoglio costruito alla fine degli anni settanta.